# Bois-de-Céné
Bois-de-Céné è un comune francese di 1 620 abitanti situato nel dipartimento della Vandea nella regione dei Paesi della Loira.

## Società

### Evoluzione demografica
Abitanti censiti